# Поттер, Грэм
Грэм Сти́вен По́ттер (англ. Graham Stephen Potter; род. 20 мая 1975, Солихалл, Уэст-Мидлендс) — английский футболист и футбольный тренер. Выступал на позиции защитника. Главный тренер клуба «Вест Хэм Юнайтед».

## Игровая карьера
За 13-летнюю карьеру игрока провёл 307 матчей на уровне Футбольной лиги, а в Премьер-лиге отметился выступлениями за «Саутгемптон» в сезоне 1996/97.
В 1996 году Поттер сыграл один матч за молодёжную сборную Англии.

## Тренерская карьера
Окончил Открытый университет Великобритании в декабре 2005 году (факультет социальных наук).
С 2011 года — главный тренер шведского клуба «Эстерсунд». В 2017 году Поттера признали футбольным тренером года в Швеции. После семи лет в команде, успешной игры в Европе и выигрыша Кубка Швеции, в июне 2018 года возглавил выбывший в Чемпионшип «Суонси Сити»
20 мая 2019 года клуб АПЛ «Брайтон энд Хоув Альбион» на своём официальном сайте объявил о назначении Поттера на пост главного тренера клуба. Контракт клуба с 44-летним специалистом был заключён на четыре года.
8 сентября 2022 года Поттер был назначен главным тренером «Челси», подписав контракт на пять лет после увольнения с данной должности Томаса Тухеля. 2 апреля 2023 года покинул свой пост.
8 января 2025 года Поттер возглавил «Вест Хэм Юнайтед», подписав контракт на два с половиной года.

## Достижения в качестве тренера

### Командные
«Эстерсунд»
- Четвёртая лига Швеции: 2011
- Третья лига Швеции: 2012
- Кубок Швеции 2016/17[12]

### Личные
- Футбольный тренер года Швеции: 2017[13]
- Тренер года Швеции: 2017[14]

## Тренерская статистика
| Команда                  | Начало работы   | Завершение работы | Показатели | Показатели | Показатели | Показатели | Показатели |
| Команда                  | Начало работы   | Завершение работы | И          | В          | Н          | П          | % побед    |
| ------------------------ | --------------- | ----------------- | ---------- | ---------- | ---------- | ---------- | ---------- |
| Эстерсунд                | 24 января 2011  | 11 июня 2018      | 249        | 127        | 60         | 62         | 051,0      |
| Суонси Сити              | 11 июня 2018    | 20 мая 2019       | 51         | 21         | 11         | 19         | 041,2      |
| Брайтон энд Хоув Альбион | 20 мая 2019     | 8 сентября 2022   | 135        | 42         | 46         | 47         | 031,1      |
| Челси                    | 8 сентября 2022 | 2 апреля 2023     | 31         | 12         | 8          | 11         | 038,7      |
| Вест Хэм Юнайтед         | 9 января 2025   |                   | 20         | 5          | 5          | 10         | 025,0      |
| Итого                    | Итого           | Итого             | 486        | 207        | 130        | 149        | 042,6      |